# Antigius obsoleta
Antigius obsoleta är en fjärilsart som beskrevs av Wayne N. Takeuchi 1929. Antigius obsoleta ingår i släktet Antigius och familjen juvelvingar. Inga underarter finns listade i Catalogue of Life.